# Wimpzilla
Wimpzilla, Вимпзи́лла (WIMP + -zilla, окончание от Godzilla) — класс гипотетических сверхмассивных слабовзаимодействующих частиц, введённых в качестве кандидатов на роль составляющих тёмной материи. В отличие от большинства других таких кандидатов, их возникновение обусловлено не тепловым механизмом.
В отличие от вимпов, которые обычно рассматриваются в диапазоне масс от гигаэлектронвольтов (ГэВ) до тераэлектронвольтов (ТэВ) (в окрестности электрослабой шкалы), вимпзиллы имеют сверхбольшую массу в диапазоне 1012—1014 ГэВ/c2. На них накладывается два условия: они должны быть стабильны (или как минимум иметь время жизни гораздо больше возраста Вселенной) и скорость их взаимодействия с обычными частицами должна быть настолько малой, чтобы в первичной плазме ранней Вселенной процессы образования/распада вимпзилл не успевали достичь равновесия за характерное время расширения. Механизм их образования был предложен в 1998 году. Причина введения частиц тёмной материи (ЧТМ) именно с такой массой в том, что слабовзаимодействующие частицы с массой до ТэВа пока не найдены ни на ускорителях, ни в прямых поисках ЧТМ галактического гало. Однако ЧТМ с массой больше ТэВ приводят к чрезмерному росту плотности Вселенной из-за их малой скорости аннигиляции в ранней Вселенной; эта скорость пропорциональна <σv> ~ 1/m2. Тепловое перепроизводство таких частиц, не успевающих эффективно аннигилировать, привело бы к превышению плотности Вселенной выше наблюдаемой.
Как было обнаружено, проблема превышения критической плотности Вселенной решается для частиц тёмной материи с массой в окне 1012—1014 ГэВ/c2. Такие массивные частицы не являются «замороженным тепловым реликтом», они никогда не проходят фазу термодинамического равновесия.[прояснить] Для рождения таких частиц был предложен ряд механизмов, которые могли действовать вскоре после инфляционной фазы расширения Вселенной.
Предполагается, что такие частицы могут являться источниками космических лучей сверхвысоких энергий, которые образуются при распаде или аннигиляции такой частицы. Впервые идею о рождении космических лучей сверхвысокой энергии из-за распада очень массивных частиц предложили в 1997 году физики В. А. Кузьмин и В. А. Рубаков, а также независимо В. С. Березинский с соавторами.
Термин WIMPzilla был введён в 1998 году Эдвардом Колбом и соавторами в своих работах.